# Türkiye 2. Futbol Ligi B Kategorisi 2001/02
Die Türkiye 2. Futbol Ligi B Kategorisi 2001/02 war die 31. Spielzeit der dritthöchsten türkischen Spielklasse im professionellen Männer-Fußball. Sie wurde am 26. August 2001 mit dem 1. Spieltag begonnen und am 12. Mai 2002 mit dem 34. und letzten Spieltag abgeschlossen. Mit dieser Spielzeit wurde der türkische Profifußball von einem Dreiligasystem auf ein Vierligasystem erweitert. In dieser neuen Staffelung wurde die dritthöchste Spielklasse nun als Türkiye 2. Futbol Ligi B Kategorisi betitelt, während die neugeschaffene vierthöchste Spielklasse fortan als 3. Lig bzw. TFF 3. Lig geführt wurde. Das türkische staatliche Sporttoto-Unternehmen  Spor Toto sicherte sich für einige Jahre die Namensrechte der Liga, weswegen diese Spielzeit als Spor Toto Türkiye 3. Futbol Ligi 2001/02 bezeichnet wurde.

## Austragungsmodus
Mit der Saison 2001/02 wurde der türkische Profi-Fußball grundlegenden Änderungen unterzogen. Bisher bestand der Profifußball in der Türkei aus drei Ligen: Der höchsten Spielklasse, der einspurigen Türkiye 1. Futbol Ligi, der zweitklassigen fünfspurig und zweietappig gespielten Türkiye 2. Futbol Ligi und der drittklassigen und achtgleisig gespielten Türkiye 3. Futbol Ligi. Zur Saison 2001/02 wurde der Profifußball auf vier Profiligen erweitert. Während die Türkiye 1. Futbol Ligi unverändert blieb, wurde die Türkiye 2. Futbol Ligi in die nun zweithöchste Spielklasse, die Türkiye 2. Futbol Ligi A Kategorisi (zu dt.: 2. Fußballliga der Kategorie A der Türkei), und die dritthöchste Spielklasse, die Türkiye 2. Futbol Ligi B Kategorisi (zu dt.: 2. Fußballliga der Kategorie B der Türkei), aufgeteilt. Die nachgeordnete Türkiye 3. Futbol Ligi wurde fortan somit die vierthöchste Spielklasse, die TFF 3. Lig.
Zudem wurde in der Saison 2001/03 wurde die dritthöchste Spielklasse grundlegend reformiert. Statt wie bisher in der in einer achtgleisigen Liga die Meister direkt in die 2. Lig aufstiegen, wurde in dieser Saison die Liga in drei Etappen ausgetragen. In der 1. Etappe wurde die Liga in eine Qualifikationsrunde (türkisch Kademe Grupları) in fünf Gruppen mit jeweils zehn Mannschaften mit Hin- und Rückspielen gespielt. Nach dem Ende der 1. Etappe wurden die ersten zwei Mannschaften aus allen Gruppen in eine gemeinsame Gruppe, der Aufstiegsrunde (türkisch Yükselme Grubu), aufgenommen, und spielten hier um den Aufstieg in die zweithöchste Spielklasse die fortan als  2. Lig A Kategorisi bezeichnet wurde. Die restlichen Teams in den fünf Gruppen der Qualifikationsrunde spielten in unveränderter Gruppenkonstellation nun in einer Abstiegsrunde (türkisch Düşme Grupları) gegen den Abstieg in die 3. Lig. Sowohl die Aufstiegsrunde als auch die Abstiegsrunde stellten dabei die 2. Etappe dar und wurden mit Hin- und Rückspiel ausgespielt. Die Mannschaften auf den ersten zwei Plätzen der Aufstiegsrunde stiegen direkt in die 2. Lig A Kategorisi und die Mannschaften auf letzten zwei Tabellenplätzen aller Gruppen der Abstiegsrunde stiegen in die TFF 3. Lig, ab. Während die Punkte aus der Qualifikationsrunde nicht in die Aufstiegsrunde mitgenommen wurden, wurden sie in die Abstiegsrunde unverändert mitgezählt.
Um die Attraktivität der Liga zu steigern und zu verhindern, dass sich viele Mannschaften sich sehr früh den Klassenerhalt sicherten und dann ziellos vor leeren Rängen spielten, beschloss man, zusätzlich zu der vorhandenen Konstellation noch eine Dritte Etappe in Form einer Play-off zu spielen. In diesen Play-offs sollte der dritte und letzte Aufsteiger bestimmt werden. Die Mannschaften auf den Plätzen drei bis fünf der Aufstiegsrunde und alle Gruppenersten der Abstiegsgruppen sollten im K.-o.-System den letzten Aufsteiger ausspielen. Die Play-offs wurden zum Ende der Gruppenphase in einer für alle acht Mannschaften neutralen Stadt ausgetragen.
Zu Saisonbeginn waren zu den von der vorherigen Saison verbleibenden 24 Mannschaften die 26 Absteiger aus der 2. Lig Mersin İdman Yurdu, Gaziantep BB, Kartalspor, Eskişehirspor, Karşıyaka SK, Yeni Nazillispor, Bucaspor, Ispartaspor, Yeni Turgutluspor, Gaziosmanpaşaspor, Darıca Gençlerbirliği, Sarıyer SK, Güngören Belediyespor, Üsküdar Anadolu 1908 SK, Kırklarelispor, Konya Mobellaspor, Türk Telekomspor, KDÇ Karabükspor, MKE Kırıkkalespor, Artvin Hopaspor, Amasyaspor, Boluspor, Şanlıurfaspor, Cizrespor, Ağrıspor, Vanspor hinzugekommen. Die Neulinge waren aus den damals viertklassigen regionalen Amateurligen als Meister aufgenommen wurden und durften an der 3. Liga teilnehmen.
Die Saison beendete Vestel Manisaspor als Meister und schaffte damit nach siebenjähriger Abstinenz wieder die Teilnahme an der zweithöchsten türkischen Spielklasse. Den 2. Tabellenplatz belegten Mersin İdman Yurdu und erreichte damit den direkten Wiederaufstieg in die 2. Lig A Kategorisi. Die Play-Offs wurden als neutrale Stadt in Denizli durchgeführt und unter den Mannschaften Şanlıurfaspor, Adana Demirspor, Türk Telekomspor, Darıca Gençlerbirliği, KDÇ Karabükspor, Karşıyaka SK, Cizrespor und Kartalspor gespielt. Im Play-off-Finale setzte sich Adana Demirspor mit 2:1 gegen Karşıyaka durch und erzielte nach vierjähriger Abstinenz wieder die Teilnahme an der 2. Lig A Kategorisi. Als Absteiger standen zum Saisonende Zeytinburnuspor, Sapancaspor (Gruppe 1), Ispartaspor, Yeni Turgutluspor (Gruppe 2), Konya Mobellaspor, Kırklarelispor (Gruppe 3), Boluspor, Artvin Hopaspor (Gruppe 4) und Vanspor, Ağrıspor (Gruppe 5) fest.
Zum Saisonstart änderten mehrere Vereine ihren Namen. So wurde Manisaspor in Vestel Manisaspor, Kepez Genpaspor in Antalya Kepezspor, Marmarisspor in Marmaris Belediye Gençlikspor, Uşakspor in Umpaş Uşakspor und Öz Sahrayıceditspor in Üsküdar Anadolu 1908 SK umbenannt.
Ab dieser Saison galt bei Punktgleichheit der direkte Vergleich.

## Qualifikationsrunde

### Gruppe 1
| Pl. | Verein                 | Sp. | S  | U | N  | Tore    | Diff. | Punkte |
| --- | ---------------------- | --- | -- | - | -- | ------- | ----- | ------ |
| 1.  | Mersin İdman Yurdu (A) | 18  | 10 | 5 | 3  | 034:190 | +15   | 35     |
| 2.  | Gaziantep BB (A)       | 18  | 9  | 5 | 4  | 035:170 | +18   | 32     |
| 3.  | Kartalspor (A)         | 18  | 9  | 5 | 4  | 032:180 | +14   | 32     |
| 4.  | Eskişehirspor (A)      | 18  | 8  | 6 | 4  | 022:200 | +2    | 30     |
| 5.  | Yıldırım Bosnaspor     | 18  | 5  | 8 | 5  | 028:250 | +3    | 23     |
| 6.  | Mezitlispor            | 18  | 6  | 4 | 8  | 028:320 | −4    | 22     |
| 7.  | Maltepespor            | 18  | 5  | 6 | 7  | 029:350 | −6    | 21     |
| 8.  | Küçükköyspor           | 18  | 4  | 6 | 8  | 025:400 | −15   | 18     |
| 9.  | Sapancaspor            | 18  | 3  | 7 | 8  | 017:300 | −13   | 16     |
| 10. | Zeytinburnuspor        | 18  | 3  | 4 | 11 | 020:340 | −14   | 13     |

Platzierungskriterien: 1. Punkte – 2. Direkter Vergleich (Punkte, Tordifferenz, geschossene Tore) – 3. Tordifferenz – 4. geschossene Tore

| (A) | Absteiger aus der 2. Lig 2000/01 |

### Gruppe 2
| Pl. | Verein                        | Sp. | S  | U | N  | Tore    | Diff. | Punkte |
| --- | ----------------------------- | --- | -- | - | -- | ------- | ----- | ------ |
| 1.  | Vestel Manisaspor             | 18  | 11 | 5 | 2  | 041:140 | +27   | 38     |
| 2.  | Antalya Kepezspor             | 18  | 9  | 5 | 4  | 032:220 | +10   | 32     |
| 3.  | Umpaş Uşakspor                | 18  | 9  | 2 | 7  | 026:300 | −4    | 29     |
| 4.  | Karşıyaka SK (A)              | 18  | 7  | 7 | 4  | 027:190 | +8    | 28     |
| 5.  | Yeni Nazillispor (A)          | 18  | 7  | 5 | 6  | 030:250 | +5    | 26     |
| 6.  | Mustafakemalpaşaspor          | 18  | 6  | 4 | 8  | 017:270 | −10   | 22     |
| 7.  | Marmaris Belediye Gençlikspor | 18  | 4  | 8 | 6  | 021:250 | −4    | 20     |
| 8.  | Bucaspor (A)                  | 18  | 5  | 5 | 8  | 023:290 | −6    | 20     |
| 9.  | Ispartaspor (A)               | 18  | 5  | 3 | 10 | 021:340 | −13   | 18     |
| 10. | Yeni Turgutluspor (A)         | 18  | 4  | 2 | 12 | 022:350 | −13   | 14     |

Platzierungskriterien: 1. Punkte – 2. Direkter Vergleich (Punkte, Tordifferenz, geschossene Tore) – 3. Tordifferenz – 4. geschossene Tore

| (A) | Absteiger aus der 2. Lig 2000/01 |

### Gruppe 3
| Pl. | Verein                      | Sp. | S  | U | N  | Tore    | Diff. | Punkte |
| --- | --------------------------- | --- | -- | - | -- | ------- | ----- | ------ |
| 1.  | Gaziosmanpaşaspor (A)       | 18  | 12 | 3 | 3  | 036:180 | +18   | 39     |
| 2.  | Darıca Gençlerbirliği (A)   | 18  | 11 | 3 | 4  | 038:240 | +14   | 36     |
| 3.  | Sarıyer SK (A)              | 18  | 11 | 3 | 4  | 037:240 | +13   | 36     |
| 4.  | Adana Demirspor             | 18  | 10 | 5 | 3  | 037:190 | +18   | 35     |
| 5.  | Güngören Belediyespor (A)   | 18  | 8  | 3 | 7  | 026:170 | +9    | 27     |
| 6.  | İnegölspor                  | 18  | 7  | 3 | 8  | 027:280 | −1    | 24     |
| 7.  | Üsküdar Anadolu 1908 SK (A) | 18  | 7  | 1 | 10 | 029:360 | −7    | 22     |
| 8.  | Kırklarelispor (A)          | 18  | 4  | 3 | 11 | 020:360 | −16   | 15     |
| 9.  | Kütahyaspor                 | 18  | 3  | 2 | 13 | 027:430 | −16   | 11     |
| 10. | Konya Mobellaspor (A)       | 18  | 3  | 2 | 13 | 013:450 | −32   | 11     |

Platzierungskriterien: 1. Punkte – 2. Direkter Vergleich (Punkte, Tordifferenz, geschossene Tore) – 3. Tordifferenz – 4. geschossene Tore

| (A) | Absteiger aus der 2. Lig 2000/01 |

### Gruppe 4
| Pl. | Verein                | Sp. | S  | U  | N  | Tore    | Diff. | Punkte |
| --- | --------------------- | --- | -- | -- | -- | ------- | ----- | ------ |
| 1.  | Türk Telekomspor (A)  | 18  | 10 | 4  | 4  | 035:270 | +8    | 34     |
| 2.  | Çankırı Belediyespor  | 18  | 10 | 3  | 5  | 029:200 | +9    | 33     |
| 3.  | Tokatspor             | 18  | 9  | 4  | 5  | 027:200 | +7    | 31     |
| 4.  | KDÇ Karabükspor (A)   | 18  | 8  | 6  | 4  | 032:180 | +14   | 30     |
| 5.  | Ankara Demirspor      | 18  | 5  | 9  | 4  | 026:260 | ±0    | 24     |
| 6.  | MKE Kırıkkalespor (A) | 18  | 5  | 4  | 9  | 018:250 | −7    | 19     |
| 7.  | Artvin Hopaspor (A)   | 18  | 3  | 10 | 5  | 016:270 | −11   | 19     |
| 8.  | Amasyaspor (A)        | 18  | 4  | 6  | 8  | 011:160 | −5    | 18     |
| 9.  | Bulancakspor          | 18  | 5  | 2  | 11 | 018:250 | −7    | 17     |
| 10. | Boluspor (A)          | 18  | 3  | 8  | 7  | 015:230 | −8    | 17     |

Platzierungskriterien: 1. Punkte – 2. Direkter Vergleich (Punkte, Tordifferenz, geschossene Tore) – 3. Tordifferenz – 4. geschossene Tore

| (A) | Absteiger aus der 2. Lig 2000/01 |

### Gruppe 5
| Pl. | Verein             | Sp. | S  | U | N  | Tore    | Diff. | Punkte |
| --- | ------------------ | --- | -- | - | -- | ------- | ----- | ------ |
| 1.  | Şanlıurfaspor (A)  | 18  | 12 | 2 | 4  | 036:230 | +13   | 38     |
| 2.  | Erzincanspor       | 18  | 11 | 4 | 3  | 040:130 | +27   | 37     |
| 3.  | Mardinspor         | 18  | 11 | 3 | 4  | 040:170 | +23   | 36     |
| 4.  | Cizrespor (A)      | 18  | 10 | 3 | 5  | 044:280 | +16   | 33     |
| 5.  | Kahramanmaraşspor  | 18  | 10 | 2 | 6  | 052:250 | +27   | 32     |
| 6.  | Iğdır Belediyespor | 18  | 8  | 4 | 6  | 025:190 | +6    | 28     |
| 7.  | Silopi Cudispor    | 18  | 5  | 7 | 6  | 022:260 | −4    | 22     |
| 8.  | Hakkarispor        | 18  | 3  | 4 | 11 | 017:340 | −17   | 13     |
| 9.  | Ağrıspor (A)       | 18  | 2  | 2 | 14 | 014:660 | −52   | 08     |
| 10. | Vanspor (A)        | 18  | 2  | 1 | 15 | 012:510 | −39   | 07     |

Platzierungskriterien: 1. Punkte – 2. Direkter Vergleich (Punkte, Tordifferenz, geschossene Tore) – 3. Tordifferenz – 4. geschossene Tore

| (A) | Absteiger aus der 2. Lig 2000/01 |

## Aufstiegsrunde
| Pl. | Verein                    | Sp. | S  | U | N  | Tore    | Diff. | Punkte |
| --- | ------------------------- | --- | -- | - | -- | ------- | ----- | ------ |
| 1.  | Vestel Manisaspor         | 18  | 14 | 3 | 1  | 033:130 | +20   | 45     |
| 2.  | Mersin İdman Yurdu (A)    | 18  | 9  | 5 | 4  | 017:120 | +5    | 32     |
| 3.  | Darıca Gençlerbirliği (A) | 18  | 8  | 5 | 5  | 029:240 | +5    | 29     |
| 4.  | Türk Telekomspor (A)      | 18  | 7  | 4 | 7  | 025:240 | +1    | 25     |
| 5.  | Şanlıurfaspor (A)         | 18  | 6  | 6 | 6  | 024:240 | ±0    | 24     |
| 6.  | Antalya Kepezspor         | 18  | 5  | 8 | 5  | 021:150 | +6    | 23     |
| 7.  | Gaziosmanpaşaspor (A)     | 18  | 6  | 5 | 7  | 023:230 | ±0    | 23     |
| 8.  | Gaziantep BB (A)          | 18  | 5  | 4 | 9  | 023:330 | −10   | 19     |
| 9.  | Çankırı Belediyespor      | 18  | 3  | 5 | 10 | 015:270 | −12   | 14     |
| 10. | Erzincanspor              | 18  | 2  | 5 | 11 | 010:250 | −15   | 11     |

Platzierungskriterien: 1. Punkte – 2. Direkter Vergleich (Punkte, Tordifferenz, geschossene Tore) – 3. Tordifferenz – 4. geschossene Tore

| (A) | Absteiger aus der 2. Lig 2000/01 |

## Abstiegsrunde
Die Ergebnisse aus der Qualifikationsrunde wurden mit eingerechnet.

### Gruppe 1
| Pl. | Verein             | Sp. | S  | U  | N  | Tore    | Diff. | Punkte |
| --- | ------------------ | --- | -- | -- | -- | ------- | ----- | ------ |
| 1.  | Kartalspor (A)     | 32  | 16 | 10 | 6  | 052:260 | +26   | 58     |
| 2.  | Eskişehirspor (A)  | 32  | 13 | 8  | 11 | 039:480 | −9    | 47     |
| 3.  | Yıldırım Bosnaspor | 32  | 11 | 12 | 9  | 049:410 | +8    | 45     |
| 4.  | Maltepespor        | 32  | 11 | 10 | 11 | 049:480 | +1    | 43     |
| 5.  | Mezitlispor        | 32  | 10 | 9  | 13 | 048:480 | ±0    | 39     |
| 6.  | Küçükköyspor       | 32  | 9  | 10 | 13 | 045:600 | −15   | 37     |
| 7.  | Zeytinburnuspor    | 32  | 10 | 6  | 16 | 045:540 | −9    | 36     |
| 8.  | Sapancaspor        | 32  | 4  | 11 | 17 | 026:610 | −35   | 23     |

Platzierungskriterien: 1. Punkte – 2. Direkter Vergleich (Punkte, Tordifferenz, geschossene Tore) – 3. Tordifferenz – 4. geschossene Tore

| (A) | Absteiger aus der 2. Lig 2000/01 |

### Gruppe 2
| Pl. | Verein                        | Sp. | S  | U  | N  | Tore    | Diff. | Punkte |
| --- | ----------------------------- | --- | -- | -- | -- | ------- | ----- | ------ |
| 1.  | Karşıyaka SK (A)              | 32  | 16 | 8  | 8  | 046:310 | +15   | 56     |
| 2.  | Yeni Nazillispor (A)          | 32  | 10 | 11 | 11 | 044:430 | +1    | 41     |
| 3.  | Umpaş Uşakspor                | 32  | 12 | 5  | 15 | 038:480 | −10   | 41     |
| 4.  | Marmaris Belediye Gençlikspor | 32  | 9  | 13 | 10 | 037:400 | −3    | 40     |
| 5.  | Bucaspor (A)                  | 32  | 9  | 12 | 11 | 040:410 | −1    | 39     |
| 6.  | Mustafakemalpaşaspor          | 32  | 11 | 5  | 16 | 031:510 | −20   | 38     |
| 7.  | Ispartaspor (A)               | 32  | 10 | 7  | 15 | 037:490 | −12   | 37     |
| 8.  | Yeni Turgutluspor (A)         | 32  | 10 | 7  | 15 | 044:510 | −7    | 37     |

Platzierungskriterien: 1. Punkte – 2. Direkter Vergleich (Punkte, Tordifferenz, geschossene Tore) – 3. Tordifferenz – 4. geschossene Tore

| (A) | Absteiger aus der 2. Lig 2000/01 |

### Gruppe 3
| Pl. | Verein                      | Sp. | S  | U | N  | Tore    | Diff. | Punkte |
| --- | --------------------------- | --- | -- | - | -- | ------- | ----- | ------ |
| 1.  | Adana Demirspor             | 32  | 19 | 9 | 4  | 071:360 | +35   | 66     |
| 2.  | Sarıyer SK (A)              | 32  | 20 | 6 | 6  | 067:370 | +30   | 66     |
| 3.  | İnegölspor                  | 32  | 13 | 7 | 12 | 047:440 | +3    | 46     |
| 4.  | Üsküdar Anadolu 1908 SK (A) | 32  | 12 | 5 | 15 | 048:520 | −4    | 41     |
| 5.  | Güngören Belediyespor (A)   | 32  | 11 | 6 | 15 | 042:400 | +2    | 39     |
| 6.  | Kütahyaspor                 | 32  | 7  | 6 | 19 | 045:630 | −18   | 27     |
| 7.  | Konya Mobellaspor (A)       | 32  | 6  | 6 | 20 | 030:750 | −45   | 24     |
| 8.  | Kırklarelispor (A)          | 32  | 6  | 7 | 19 | 030:650 | −35   | 25     |

Platzierungskriterien: 1. Punkte – 2. Direkter Vergleich (Punkte, Tordifferenz, geschossene Tore) – 3. Tordifferenz – 4. geschossene Tore

| (A) | Absteiger aus der 2. Lig 2000/01 |

### Gruppe 4
| Pl. | Verein                | Sp. | S  | U  | N  | Tore    | Diff. | Punkte |
| --- | --------------------- | --- | -- | -- | -- | ------- | ----- | ------ |
| 1.  | KDÇ Karabükspor (A)   | 32  | 14 | 10 | 8  | 048:300 | +18   | 52     |
| 2.  | Tokatspor             | 32  | 14 | 8  | 10 | 044:350 | +9    | 50     |
| 3.  | Ankara Demirspor      | 32  | 8  | 16 | 8  | 037:390 | −2    | 40     |
| 4.  | Bulancakspor          | 32  | 11 | 6  | 15 | 032:350 | −3    | 39     |
| 5.  | Amasyaspor (A)        | 32  | 9  | 12 | 11 | 025:300 | −5    | 39     |
| 6.  | MKE Kırıkkalespor (A) | 32  | 10 | 7  | 15 | 030:450 | −15   | 37     |
| 7.  | Boluspor (A)          | 32  | 8  | 13 | 11 | 032:360 | −4    | 37     |
| 8.  | Artvin Hopaspor (A)   | 32  | 5  | 15 | 12 | 023:380 | −15   | 30     |

Platzierungskriterien: 1. Punkte – 2. Direkter Vergleich (Punkte, Tordifferenz, geschossene Tore) – 3. Tordifferenz – 4. geschossene Tore

| (A) | Absteiger aus der 2. Lig 2000/01 |

### Gruppe 5
| Pl. | Verein             | Sp. | S  | U  | N  | Tore    | Diff. | Punkte |
| --- | ------------------ | --- | -- | -- | -- | ------- | ----- | ------ |
| 1.  | Cizrespor (A)      | 32  | 21 | 5  | 6  | 086:430 | +43   | 68     |
| 2.  | Kahramanmaraşspor  | 32  | 20 | 4  | 8  | 095:400 | +55   | 64     |
| 3.  | Iğdır Belediyespor | 32  | 15 | 9  | 8  | 050:310 | +19   | 54     |
| 4.  | Mardinspor         | 32  | 14 | 8  | 10 | 058:430 | +15   | 50     |
| 5.  | Silopi Cudispor    | 32  | 7  | 11 | 14 | 041:550 | −14   | 32     |
| 6.  | Hakkarispor        | 32  | 6  | 7  | 19 | 031:640 | −33   | 25     |
| 7.  | Vanspor (A) 1      | 32  | 7  | 2  | 23 | 034:850 | −51   | 21     |
| 8.  | Ağrıspor (A)       | 32  | 4  | 6  | 22 | 028:102 | −74   | 18     |

Platzierungskriterien: 1. Punkte – 2. Direkter Vergleich (Punkte, Tordifferenz, geschossene Tore) – 3. Tordifferenz – 4. geschossene Tore

| (A) | Absteiger aus der 2. Lig 2000/01 |

## Play-offs
Viertelfinale
| Datum                     |                         | Ergebnis |                       | Stadion               |
| ------------------------- | ----------------------- | -------- | --------------------- | --------------------- |
| 22. Mai 2002 um 17:00 Uhr | Şanlıurfaspor           | 3:5      | Adana Demirspor       | Denizli Atatürk Stadı |
| 22. Mai 2002 um 19:30 Uhr | Türk Telekomspor        | 3:2      | Darıca Gençlerbirliği | Denizli Atatürk Stadı |
| 23. Mai 2002 um 17:00 Uhr | Kardemir DÇ Karabükspor | 1:3      | Karşıyaka SK          | Denizli Atatürk Stadı |
| 23. Mai 2002 um 19:30 Uhr | Cizrespor               | 0:1      | Kartalspor            | Denizli Atatürk Stadı |

Halbfinale
| Datum                     |              | Ergebnis |                  | Stadion               |
| ------------------------- | ------------ | -------- | ---------------- | --------------------- |
| 24. Mai 2002 um 19:30 Uhr | Adanaspor    | 1:0      | Türk Telekomspor | Denizli Atatürk Stadı |
| 25. Mai 2002 um 19:30 Uhr | Karşıyaka SK | 4:2      | Kartalspor       | Denizli Atatürk Stadı |

Finale
| Adana Demirspor                                              | Adana Demirspor | Karşıyaka SK | Karşıyaka SK |
| ------------------------------------------------------------ | --- | --- | ------------ |
| Adana Demirspor                                              | \| Play-off-Finale \| \| 27. Mai 2002 um 20:30 Uhr in Denizli (Denizli Atatürk Stadı) \| \| Ergebnis: 2:1 n.GG. (1:1, 1:1) \| \| Schiedsrichter: Metin Tokat \| \| Spielbericht \|                                                                                | \| Play-off-Finale \| \| 27. Mai 2002 um 20:30 Uhr in Denizli (Denizli Atatürk Stadı) \| \| Ergebnis: 2:1 n.GG. (1:1, 1:1) \| \| Schiedsrichter: Metin Tokat \| \| Spielbericht \|                            | Karşıyaka SK |
| Adana Demirspor                                              | Okan Kopan – Ali Yılmaz, Mesut Akıncı (82. Nasuh Aköz), Paşa Alihaydaroğlu – Ramazan Taşkın Gülleri, Fuad Kınalı, Bekir Ceyhan (94. Arman Bozkaya), Savas Bahadir – Taner Demirbaş, Cem Hallaçeli (68. Ercan Özbolat), Mustafa Diliçıkık Cheftrainer: Ercan Albay | Feridun Kaliç – Yertek Evren Başaran, Cem Koşanoğlu, Mustafa Özmen – Emrah Umut, Sertan Güriz, Levent Yılmaz, Aygün Taşkıran – Hasan Çelik, Zafer Türkmen, Barış Mayadağ (80. Türker Demirhan) Cheftrainer: ? | Karşıyaka SK |
| Adana Demirspor                                              | 1:1 Ali Yılmaz (40.) 2:1 Taner Demirbaş (100., Golden Goal) | 0:1 Hasan Çelik (34.) | Karşıyaka SK |
| Adana Demirspor                                              | Taner Demirbaş (55.) | Aygün Taşkıran (25.), Levent Yılmaz (59.) | Karşıyaka SK |
| Adana Demirspor                                              | Fuad Kınalı (95.) | | Karşıyaka SK |
| Adana Demirspor                                              | Adana Demirspor ist durch diesen Sieg in die 2. Lig A Kategorisi aufgestiegen. | | Karşıyaka SK |
| Play-off-Finale                                              | | |              |
| 27. Mai 2002 um 20:30 Uhr in Denizli (Denizli Atatürk Stadı) | | |              |
| Ergebnis: 2:1 n.GG. (1:1, 1:1)                               | | |              |
| Schiedsrichter: Metin Tokat                                  | | |              |
| Spielbericht                                                 | | |              |